# West Heath (Londres)
West Heath est une zone anglaise située au sud-est de Londres, dans le borough londonien de Bexley.